# Patrick Barthélémy
Pour les articles homonymes, voir Barthélemy.
Pas d'image ? Cliquez ici

a Compétitions nationales et continentales officielles uniquement.

Dernière mise à jour le 30 janvier 2021.
Patrick Barthélémy, né le 7 octobre 1963 à Casablanca au Maroc, est un joueur français de rugby à XV qui évolue au poste de demi d'ouverture et d' arrière.
Il est ensuite entraîneur de rugby à XV.
il joue l'essentiel de sa carrière en élite avec le RRC Nice et le FC Grenoble.
Il a fait partie des bons buteurs de sa génération.
Il est le père de Romain.

## Biographie

### Débuts à Nice

#### Vice-champion de France 1983
A 19 ans seulement, Patrick Barthélémy est vice-champion de France en 1983 dans une finale marquée par l'envahissement du terrain par les supporters Biterrois à un quart d'heure du terme, alors que l'AS Béziers ne menait que 10-6.

#### Demi-finaliste du championnat 1984
L'année suivante en 1984, il s'incline en demi contre le SU Agen sur le score de 14-21 après avoir battu l’US Dax de l’ouvreur international Jean-Patrick Lescarboura 21-13 en quart de finale.

#### Vainqueur du challenge Yves du Manoir 1985
En 1985, Patrick Barthélémy et le RRCN s'offrent le challenge Yves du Manoir, seul trophée majeur du club niçois après une victoire contre Toulouse, futur champion de France en demi-finale (18-9), et une autre contre Montferrand en finale (21–16).
En championnat, bien que classé second club français à l’issue des matchs de poules derrière le Stade toulousain, Nice est éliminé à la surprise générale par Toulon en quart de finale au stade Vélodrome 19-9.

### Transfert à Grenoble
Il rejoint ensuite le FC Grenoble pour la saison 1987-1988.

#### Barbarians français 1988
Le 1er novembre 1988, il est invité pour jouer avec les Barbarians français.

#### Premier de la saison régulière 1989
Patrick Barthélémy termine avec Grenoble, premier de la saison régulière mais est éliminé dès les quarts de finale par Narbonne à Clermont.

#### Un quart de finale au goût amère 1990
La saison suivante, il est replacé par l'entraîneur Michel Ringeval  au poste de demi d'ouverture.
Il dispute un quart de finale du championnat de France, où le Racing CF futur champion de France arrache la prolongation dans les arrêts de jeu après que Grenoble se soit vu refuser un essai valable.

#### Finaliste du challenge Yves du Manoir1990
Il dispute aussi la même année avec le club isérois une finale de challenge Yves du Manoir en 1990 perdue contre le RC Narbonne.
Son entraîneur Michel Ringeval estime que le FC Grenoble avait alors l'équipe pour réaliser le doublé cette année-là.
‌

#### Victoire contre les All Blacks
L'année suivante, il est sélectionné avec une sélection Provence-Côte d'Azur qui au Stade Mayol de Toulon réussira l'exploit de battre les All Blacks (15-19) marquant notamment un drop du bord de la touche.

### Fin de carrière et retour sur la Côte d'Azur
Il est transféré à US Romans Péage l'année suivante puis retourne à Nice pour 4 saisons entre 1993 et 1996, club qu'il quitte sur un barrage perdu contre Argelès-sur-Mer qui plonge les Niçois en groupe A2.
Puis Il joue une dernière saison en 1997 à Mandelieu qui vient de monter en groupe A2.

## Palmarès
- Championnat de France de première division :
  - Vice-champion (1) : 1983 avec le RRC Nice

- Challenge Yves du Manoir :
  - Vainqueur (1) : 1985 avec le RRC Nice
  - Finaliste (1) : 1990 avec le FC Grenoble